# Rivière Macamic
Pour les articles homonymes, voir Macamic (homonymie).
La rivière Macamic est un affluent du lac Macamic, coulant dans le territoire non organisé de Rivière-Ojima et de la municipalité d’Authier-Nord, dans la municipalité régionale de comté (MRC) de Abitibi-Ouest, dans la région administrative de l’Abitibi-Témiscamingue, au Québec, au Canada.
La rivière Macamic coule surtout en territoire forestier, sauf dans la partie inférieure où l’agriculture s’est développée. La foresterie constitue la principale activité économique de ce bassin versant ; l’agriculture, en second et les activités récréotouristiques, en troisième.
Le bassin versant de la rivière Macamic est desservie par la route 111 (sens nord-sud), le chemin de l’École (sens est-ouest), le chemin du rang 6e et 7e Est (sens est-ouest), le chemin de Bellefeuille (sens est-ouest).
Annuellement, la surface de la rivière est habituellement gelée de la mi-novembre à la mi-avril, toutefois la circulation sécuritaire sur la glace se fait généralement de la mi-décembre à la fin mars.

## Géographie
La rivière Macamic prend sa source à l’embouchure du lac Lyonnais (longueur : 1,3 km ; altitude : 337 m) situé en zone forestière. L’embouchure du lac Lyonnais est située à 1,6 km au sud du chemin Bellefeuille et à 4,3 km à l'ouest de la route du 6e au 10e rang.
Les principaux bassins versants voisins de la rivière Macamic sont :
- côté nord : lac Turgeon, rivière La Sarre ;
- côté est : lac Chicobi, rivière Chicobi ;
- côté sud : rivière Bellefeuille, Petite rivière Macamic, Petite rivière Bellefeuille ;
- côté ouest : lac Macamic, rivière La Sarre, rivière du Portage, rivière du Sud.

À partir de sa source, la rivière Macamic coule sur 49,8 km selon les segments suivants :
Partie supérieure de la rivière Macamic (segment de 27,4 km)
- 5,7 km vers le nord-ouest, jusqu’au chemin Bellefeuille ;
- 8,1 km vers l'ouest, puis le nord, jusqu’au chemin du 6e et 7e rang Est ;
- 8,0 km vers le nord, puis le nord-est, jusqu’au chemin du Nord ;
- 3,1 km vers le nord-ouest, le sud, puis l'ouest, jusqu’à un ruisseau (venant du nord-ouest) ;
- 2,5 km vers le sud, puis vers l'ouest en longeant le côté nord du chemin de l’École, jusqu’à l’embouchure de la Petite rivière Macamic (venant du sud-est) ;

Partie inférieure de la rivière Macamic (segment de 22,4 km)
- 5,5 km (ou 3,5 km en ligne directe) vers le nord-ouest en entrant dans Authier-Nord et en serpentant jusqu’à un ruisseau (venant du nord) ;
- 11,3 km (ou 6,9 km en ligne directe) vers le sud-ouest en serpentant surtout en zone forestière et traversant une zone agricole en fin de segment, jusqu’au chemin principal au village de Authier-Nord ;
- 2,6 km vers l’ouest en zone agricole en longeant (du côté nord) le chemin du rang 8e et 9e Ouest et en coupant cette route en fin de segment ;
- 3,0 km vers le sud-ouest en zone agricole et forestière, en passant sous un pont routier, jusqu’à son embouchure[3]

Cette embouchure est localisée à :
- 9,2 km au nord-est du centre du village de Macamic ;
- 27,9 km au nord-est de l’embouchure de la rivière La Sarre ;
- 21,2 km au nord-est du centre-ville de La Sarre ;
- 44,2 km à l’est de la frontière de l’Ontario ;
- 92,0 km à l’est de l’embouchure du Lac Abitibi ;
- 64,6 km au nord du centre-ville de Rouyn-Noranda.

L’embouchure de la rivière Macamic est située au fond d’une grande baie sur la rive est du lac Macamic face à la presqu’île à Croteau ; de là, le courant traverse le lac Macamic vers le nord-ouest sur 4,0 km. Le lac Macamic se déverse dans la rivière La Sarre laquelle se déverse à son tour sur la rive nord-est du lac Abitibi. De là, le courant traverse le lac Abitibi vers l’ouest sur 83,4 km jusqu’à son embouchure, en contournant cinq grandes presqu’îles s’avançant vers le nord et plusieurs îles.
À partir de l’embouchure du lac Abitibi, le courant emprunte le cours de la rivière Abitibi, puis de la rivière Moose pour aller se déverser sur la rive sud de la baie James.

## Toponymie
Selon l’historien Hormidas Magnan « Macamic » est une désignation toponymique d'origine algonquine, signifiant « étonnant », probablement à cause du lac. D'autres auteurs appuient plutôt la thèse que Macamic signifie « castor boiteux », les composantes du mot étant mak pour « infirme » et amik pour « castor ». La graphie de cet hydronyme a longtemps écrit Makamik.
Le toponyme « rivière Macamic » a été officialisé le 5 décembre 1968 à la Commission de toponymie du Québec, soit à la création de cette commission.